# Populus simaroa
Populus simaroa är en videväxtart som beskrevs av J. Rzedowski. Populus simaroa ingår i släktet popplar, och familjen videväxter. Inga underarter finns listade i Catalogue of Life.